# Labinot Lajçi
Labinot Lajçi (ur. 9 stycznia 1983 w Peciu) – kosowski aktor, znany z udziału w filmie Hero.

## Filmografia

### Filmy
| Rok  | Tytuł                       | Rola                    |
| ---- | --------------------------- | ----------------------- |
| 2006 | Rasti Urgjent               | lekarz                  |
| 2012 | Tuneli i pare               | Nik                     |
| 2012 | Leonardi                    | Akil                    |
| 2012 | Kati V                      | serbski paramilitarysta |
| 2013 | Hero                        |                         |
| 2014 | Piano                       | Avni                    |
| 2015 | The Eaters                  | Zjadacz                 |
| 2015 | Sonata                      | Fatmir                  |
| 2016 | Fatalist                    |                         |
| 2016 | Teuta artik burda yasamiyor | Labinot Lajçi (on sam)  |
| 2017 | Węzeł                       |                         |
| 2017 | Pamięć                      |                         |
| 2017 | Kesulat                     | Argon                   |
| 2017 | Powrót                      | Bekimi                  |
| 2018 | Albański rekrut             |                         |
| 2018 | Zimny listopad              | Vlada                   |
| 2021 | Ul                          | Gent                    |

### Seriale
| Rok  | Tytuł          | Rola   | Uwagi                    |
| ---- | -------------- | ------ | ------------------------ |
| 2012 | Andrrat        | Eki    |                          |
| 2014 | Stinë dashurie | Blerim | Odcinek 1                |
| 2019 | iStar          |        | Odcinki 1-5 i 7 sezonu 2 |